# Emma Elizabeth Smith
Emma Elizabeth Smith, född 1843, död 4 april 1888, var en engelsk prostituerad. Mordet på henne tillhör de så kallade Whitechapelmorden, och hon är känd som en av de som utpekats som offer för Jack Uppskäraren. De flesta forskare anser dock inte att hon var ett offer för Jack Uppskäraren, och hennes fall brukar inte räknas in i de kanoniska fem som tillskrivs honom. 

## Biografi
Emma Smiths förflutna är okänt. Enligt vittnesuppgifter ska hon ha sagt att hon hade varit gift, men att hon hade lämnat sin make 1877 - ibland uppgav hon också att hon var änka - och att hon hade klippt av alla band med sin tidigare bekantskapskrets. Hon hade berättat att hon hade en vuxen son och dotter som levde i Finsbury Park, och att de borde hjälpa henne med hennes levnadssituation. Enligt hennes bekantskapskrets hade hon ett beteende som antydde att hon tidigare hade tillhört en högre samhällsklass, bland annat genom hennes sätt att uttrycka sig då hon talade. När hon en gång tillfrågats varför hon hade brutit kontakten så fullständigt med sitt tidigare liv, ska hon ha svarat: "De skulle inte förstå mer nu än vad de har gjort tidigare. Jag måste leva på något sätt." 

### Mordet
Vid tidpunkten för sin död bodde hon på ett så kallat inkvarteringhuset på 18 George Street (Lolesworth Street) i kvarteret Spitalfields i stadsdelen East End i London. Hon försörjde sig på prostitution och följde stadiga rutiner: hon brukade lämna sin inkvartering vid sex eller sju på kvällen varje dag för att söka efter kunder på gatan, och återvände hem på morgonen. Måndagen den 3 april gick hon hemifrån vid sextiden på kvällen. Hon sågs av ett vittne medan hon talade med en man kl. 00.15. Vid fyratiden på morgonen återvände hon till sin inkvartering svårt skadad. Hon fördes omedelbart till London Hospital av personalen, där hon hann avge en vittnesbeskrivning av vad som hade hänt innan hon hamnade i koma. Hon avled därefter utan att ha återfått medvetandet. Obduktionen fastställde att hon hade avlidit sedan ett vasst objekt stötts in i hennes vagina och slitit sönder hennes peritoneum.

## Utredning
Enligt hennes eget vittnesmål, hade hon på sin väg hem blivit attackerad av tre män i tonårsåldern. De hade utsatt henne för misshandel, våldtagit henne, stött upp ett vasst objekt in hennes vagina och rånat henne innan de lämnat henne. Hon ska sedan själv ha lyckats ta sig hem på egna ben till sin inkvartering. 
Polisen underrättades den 6 april. Utredningen företogs av Inspector Edmund Reid of H Division. Utredningen kunde inte fastställa mördaren, eller mördarnas, identitet. Inga vittnen fanns eller var villiga att vittna. Fallet sorterades in under Whitechapelmorden, och pressen tillskrev det länge Jack Uppskäraren. I själva verket antas mordet ha begåtts av en annan förövare: Jack Uppskäraren arbetade inte i grupp, och tillvägagångssättet skiljde sig också från de mord som tillskrivs honom. Det skiljer sig också från Smiths eget vittnesmål. En mer trolig gissning är att mordet begicks av ett av de kriminella gäng som ofta ägnade sig åt beskyddarverksamhet av prostituerade vid samma tid.   

### Allmänna källor
- http://www.casebook.org/victims/emmasmit.html